# Stirlingmotor

Animerad principskiss som visar funktionssättet hos en stirlingmotor. Rött indikerar hög temperatur och blått indikerar låg temperatur. Mörkare färg indikerar högre tryck och ljusare färg indikerar lägre tryck.

Stirlingmotor är en värmemotor som kan ha utvändig förbränning.
Motorn uppfanns 1816 av den skotske prästen Robert Stirling, född i Gloag, Methvin, Perthshire 25 oktober 1790, död i Galston 6 juni 1878. Senare gjorde svensken John Ericsson försök med liknande motorer. År 1833 presenterade han en fungerande maskin.  År 1938 började den holländska elektrokoncernen Philips utveckla moderna stirlingmotorer i vilket även det svenska företaget United Stirling (ingår sedan 1988 i Kockums) i Malmö varit delaktigt. 

## Funktion
Motorn fungerar genom att gas omväxlande värms upp och kyls av, vilket leder till tryckskillnader i cylindern som pressar upp respektive drar ned kolven. Den mindre kolven (illustrationen) är till för att ändra gasens fördelning i de varma respektive kalla delarna av cylindern för att påskynda temperaturväxlingarna.
Värmen kan i princip komma från vilken värmekälla som helst, till exempel en vedkamin eller annan förbränningskammare, en kärnreaktor eller en solfångare. Stirlingmotorn kan även användas som värmepump.
Jämfört med ottomotorn kan stirlingmotorn vara vibrationsfri och ha högre verkningsgrad. Den kan arbeta med små temperaturdifferenser, men verkningsgraden ökar ju högre temperaturskillnaden mellan den varma och den kalla sidan är. Den är tystgående jämfört med ottomotorn eftersom den till skillnad mot en ottomotor inte har någon form av snabb tryckförändring som måste tystas.[källa behövs]
Stirlingmotorn används bland annat av HMS Gotland och andra svenska ubåtar. Stirlingmotorn används också i vissa solkraftverk.
En nackdel med en stirlingmotor är att den är svårare att reglera än en otto- eller dieselmotor. Den största nackdelen med stirlingmotorn är framförallt den höga produktionskostnaden, som är flera gånger högre än för en konventionell förbränningsmotor. I fordon har stirlingmotorn ej fått någon kommersiell tillämpning. Däremot har det sedan 1970-talet sålts småskaliga motorer med parabolreflektor som drivits till 100 % av solenergi. Dessutom drivs de svenska ubåtarna i Södermanland-klassen av stirlingmotorer. Ett svenskt företag har utvecklat en kraftverksmodul som producerar elenergi från förbränning av industriella restgaser, med hjälp av stirlingmotorer. Den amerikanska rymdfartsstyrelsen NASA använder stirlingmotorer i sitt kärnkraftverkskoncept Kilopower